# SS Robin
Le SS Robin était un caboteur côtier de 350 tonnes de jauge brute (TJB) d'une classe de bateau à vapeur conçu pour le transport de marchandises en vrac et il est le plus ancien exemple complet dans le monde. il a été construit en 1890 pour un propriétaire londonien mais il a passé la plupart de sa carrière sur la côte espagnole sous le nom de Maria.

En 1974, il a été acheté par The Maritime Trust (en) pour sa restauration. Il est basé aux Royal Docks (en) de Londres, dans le cadre du SS Robin Museum depuis 2014.

Ce bâtiment est inscrit au registre du National Historic Ships  depuis 19979et il est aussi l'un des nombreux bateaux de la National Historic Fleet.

## Histoire
Robin a été commandé auprès de Mackenzie, MacAlpine & Co d'Orchard House Yard and Hercules Wharf, situé à l'embouchure de la rivière Lea par l'armateur londonien Robert Thomson, et lancé le 16 septembre 1890. Au Lloyd's Register, il a été enregistré comme goélette motorisée à trois mâts et livré avec ses voiles. Il a été remorqué à Dundee pour recevoir son moteur, sa chaudière et ses machines auxiliaires installés par Gourlay Brothers (en) & Co. Une fois terminé, il a été enregistré à Londres avec numéro officiel 98185 en propriété de Arthur Ponsonby de Newport.

### 1890-1900
Le 20 décembre 1890, Robin a commencé sa carrière dans. Cependant, lors de son premier voyage, il est allé jusqu'à Bayonne, et il est revenu à Swansea le 10 janvier 1891. Sous le Red Ensign, il transporta des cargaisons en vrac de céréales, minerai de fer, ferraille d'acier, bois de mine, kaolin, acier de chemin de fer, etc. entre l'Angleterre et la France. En 1892, Robin a été vendu à Andrew Forrester Blackater de Glasgow, où il a été re-registré.

### 1900-1974
En 1900, Robin a été vendu et rebaptisé Maria en Espagne. Durant les 74 ans suivant il connut trois différents propriétaires à Bilbao et Santander.

Au cours de la Première Guerre mondiale il fit du transport pour le gouvernement français, escorté par deux destroyers pour le protéger des U-boats allemands.

De 1935 à 1939, durant la Guerre d'Espagne, le navire a été basé dans les Asturies. De 1965 a 1974, il navigua autour de Bilbao au transport du charbon pour les paquebots.
En 1966, il subit une refonte majeure avec un whaleback à l'arrière, le mât d'artimon enlevé, la misaine et la cheminée raccourcies, et le gaillard allongé. La chaudière a été modifiée pour recevoir du combustible pétrolier.

### 1974-2002
Maria a été découvert par le Maritime Trust en 1972. Après une inspection, il a été décidé qu'il était digne d'être conservé et, en mai 1974, il a été acheté avant sa destruction. En Juin 1974, il est arrivé aux Docks de St Katharine de Londres et a été rebaptisé Robin. Il a été restauré entre 1974 et 1975 au chantier naval Doust & Co à Rochester et a ensuite été amarré aux Docks de St Katharine. Il a été redéplacé en 1991 à West India Quay, où il s'est détérioré

En 2000, l'épave a été achetée pour être transformer en espace d'innovation et d'apprentissage. En 2002,  le SS Robin Trust a été créé pour sensibiliser le grand public à l'importance du navire et avec l'aide de volontaires une restauration a été entreprise.

### 2002-2008
La Crossrail de Londres a prêté une somme importante à la SS Robin Trust pour permettre la mise en cale sèche puis les travaux de restauration. Entretemps, le Heritage Lottery Fund (en) a également accordé une subvention.

### 2008-2010
En Juin 2008, Robin a repris la mer, de South Quay à Lowestoft, pour bénéficier de mêmes compétences d'artisanat avec lesquelles il a été construite en 1890. Après 118 ans , il a été considéré comme trop fragile pour être en mesure de naviguer à nouveau. De plus, la quasi-totalité de la coque devant être remplacée ruinerait essentiellement sa valeur historique.

La solution d'un ponton d'exposition fut retenue pour pouvoir exposer sa coque rivetée d'origine. En 2010, Robin a été soulevé par deux grues et placé sur son nouveau ponton. Il a ensuite été remorqué à Tilbury où il a été amarré pendant un an.

### Depuis 2010
Après les travaux de conservation à Tilbury, Robin est revenu à Londres en juillet 2011 pour terminer sa restauration intérieure et sa préparation avant l'ouverture du SS Robin Museum sur le Royal Victoria Dock (en) à Newham en 2014, avec le soutien d'une subvention du Heritage Lottery Fund.

Il fut ensuite déplacé vers le Millennium Mills (en) pour subir de derniers travaux avant sa réouverture au public, à l'extrémité ouest de la Royal Victoria Dock (à proximité de l'Emirates Air Line, en 2015.